# Aeroportul Strezhevoy
Aeroportul Strezhevoy (IATA: SWT, ICAO: UNSS) este un aeroport din Strejevoi⁠(d), Gorodskoi okrug Strejevoi⁠(d), Regiunea Tomsk, Rusia. Aeroportul a fost tranzitat în 2021 de 17.804 pasageri.
Situat la o altitudine de 50 m, aeroportul dispune de 1 pistă. Este operat de Tomsk Avia⁠(d).

## Infrastructură

### Piste
Aeroportul dispune de o singură pistă. Pista are orientarea 16/34. 